# آئرونکا سی-۳
آئرونکا سی-۳ (به انگلیسی: Aeronca_C-3) یک هواگرد ملخ‌پیشین تک‌موتوره از نوع فوق سبک ساخت شرکت Aeronca است. در مجموع، تعداد ۴۰۰ فروند از این هواگرد ساخته شده‌است.